# La Verdièra
La Verdièra (en francès La Verdière) és un municipi francès situat al departament del Var i a la regió de Provença – Alps – Costa Blava.

## Demografia
| 1962                                       | 1968 | 1975 | 1982 | 1990 | 1999 | 2006  |
| ------------------------------------------ | ---- | ---- | ---- | ---- | ---- | ----- |
| 473                                        | 486  | 505  | 524  | 646  | 782  | 1.297 |
| Des de 1962: població sense dobles comptes |      |      |      |      |      |       |

## Administració
| Període | Identitat      | Partit |
| ------- | -------------- | ------ |
| 2001-   | Denis Beauduen | PS     |